# دوري كرة القدم الإنجليزي 1959–60
دوري كرة القدم الإنجليزي 1959–60 (بالألمانية: Football League First Division 1959/60) هو موسم من دوري كرة القدم الإنجليزي. أقيم خلال الفترة 22 أغسطس 1959 وحتى 2 مايو 1960، وفاز فيه نادي بيرنلي.